# In Your Honor
In Your Honor – piąty studyjny album amerykańskiego zespołu Foo Fighters. Został wydany 30 maja 2005 na dwóch płytach. Wydawnictwo uzyskało status platynowej płyty w Stanach Zjednoczonych, podwójnej platynowej płyty w Wielkiej Brytanii i potrójnej platynowej płyty w Australii i Kanadzie.

## Lista utworów

### CD 1
1. "In Your Honor" – 3:50
2. "No Way Back" – 3:17
3. "Best of You" – 4:16
4. "DOA" – 4:12
5. "Hell" – 1:57
6. "The Last Song" – 3:19
7. "Free Me" – 4:39
8. "Resolve" – 4:49
9. "The Deepest Blues Are Black" – 3:58
10. "End Over End" – 5:56
11. "The Sign" (utwór bonusowy w wersji brytyjskiej) – 4:01

### CD 2
1. "Still" – 5:15
2. "What If I Do?" – 5:02
3. "Miracle" – 3:29
4. "Another Round" – 4:25
5. "Friend of a Friend" – 3:13
6. "Over and Out" – 5:16
7. "On the Mend" – 4:31
8. Virginia Moon – 3:49
9. "Cold Day in the Sun" – 3:20
10. "Razor" – 4:53

## Listy przebojów
| Lista przebojów (2005)                        | Pozycja |
| --------------------------------------------- | ------- |
| ARIA Charts                                   | 1       |
| Ö3 Austria Top 40                             | 5       |
| Ultratop 50                                   | 3       |
| Canadian Albums Chart                         | 3       |
| Tracklisten                                   | 5       |
| Finland Albums Chart                          | 1       |
| Syndicat national de l'édition phonographique | 21      |
| Media Control Charts                          | 4       |
| MegaCharts                                    | 9       |
| Irish Albums Chart                            | 2       |
| Recording Industry Association of New Zealand | 1       |
| VG-Lista                                      | 2       |
| Sverigetopplistan                             | 1       |
| Schweizer Hitparade                           | 7       |
| Billboard 200                                 | 2       |
| UK Albums Chart                               | 2       |